# Nirsoft
Nirsoft – firma informatyczna należąca do Nira Sofera. Nir Sofer jest doświadczonym programistą z rozległą wiedzą w zakresie C++, .NET Framework, Windows API i inżynierii wstecznej nieudokumentowanych formatów binarnych i algorytmów szyfrowania. Tworzy on aplikacje o bardzo małych wymaganiach systemowych, niewielkich wymiarach oraz bardzo dużej funkcjonalności. Udostępniane są na licencji freeware (tylko do użytku niekomercyjnego). Wiele z nich otrzymało nagrody od portali i magazynów z branży IT. Za program MyUninstaller dostał nagrody od: Home Computer Magazine, TechTV channel, Kim Komando show, PC World magazine oraz The Great Software List.
Do programów wydanych przez Nirsoft dostępne są pliki z tłumaczeniem na różne języki, w tym polski.

## Wybrane programy
- MessenPass – odzyskuje hasła z popularnych komunikatorów (np. gaima)
- Asterisk Logger – wyświetla hasła zza gwiazdek (w polach tekstowych)
- AsterWin IE – wyświetla zapisane hasła w IE
- Mail PassView – odzyskuje hasła z popularnych klientów email (np. Mozilla Thunderbird)
- Protected Storage PassView – narzędzie, które ujawnia hasła przechowywane na komputerze przez Internet Explorer, Outlook Express i MSN Explorer
- Network Password Recovery – pokazuje zapisane hasła sieciowe aktualnego użytkownika
- CurrPorts – śledzi otwarte porty
- NirCmd – konsola tekstowa, która pozwala na takie funkcje jak otwieranie/zamykanie napędu optycznego, wyłączanie monitora, regulacja głośności oraz tworzenie skrótów do tych funkcji
- MyUninstaller – alternatywa dla windowsowego modułu Dodaj/Usuń programy
- ProduKey – wyświetla numery seryjne zainstalowanych aplikacji Microsoftu
- FileTypesMan – menedżer typów plików dla systemu Windows. Wyświetla listę wszystkich rozszerzeń plików zarejestrowanych na komputerze i umożliwia edycję wielu właściwości każdego typu pliku, w tym powiązanej ikony. Działa w systemach Windows 7, 8 i 10.